# Crepidiastrum saxatile
Crepidiastrum saxatile là một loài thực vật có hoa trong họ Cúc. Loài này được (A.I.Baranov) Pak & Kawano mô tả khoa học đầu tiên năm 1992.